# Comuna Șevcenkivske, Kuibîșeve
Șevcenkivske (în ucraineană Шевченківське) este o comună în raionul Kuibîșeve, regiunea Zaporijjea, Ucraina, formată din satele Rudenka, Șevcenkivske (reședința), Ternove și Trujenka.

## Demografie
Componența lingvistică a comunei Șevcenkivske
     Ucraineană (88,73%)
     Rusă (11,13%)
     Alte limbi (0,07%)
Conform recensământului din 2001, majoritatea populației comunei Șevcenkivske era vorbitoare de ucraineană (88,73%), existând în minoritate și vorbitori de rusă (11,13%).